# Campeonato Europeo de Natación de 1938
El V Campeonato Europeo de Natación se celebró en Londres (Reino Unido) entre el 6 y el 15 de agosto de 1938 bajo la organización de la Liga Europea de Natación (LEN) y la Federación Británica de Natación.

## Resultados de natación

### Masculino
| Evento          | Oro                                                                    | Plata                                                                      | Bronce                                                                        |
| --------------- | ---------------------------------------------------------------------- | -------------------------------------------------------------------------- | ----------------------------------------------------------------------------- |
| 100 m libre     | Kees Hoving · Países Bajos · 59,8                                      | Frederick Dove Reino Unido 1.00,6                                          | István Kőrösi Hungría 1.01,2                                                  |
| 400 m libre     | Björn Borg · Suecia · 4:51,6                                           | Werner Plath Alemania 4:56,2                                               | Norman Wainwright Reino Unido 4:56,3                                          |
| 1500 m libre    | Björn Borg · Suecia · 19:55,6                                          | Bob Leivers Reino Unido 19:57,0                                            | Heinz Arendt Alemania 20:12,6                                                 |
| 100 m espalda   | Heinz Schlauch Alemania 1:09,0                                         | Gerhard Nüske Alemania 1:10,8                                              | Árpád Lengyel Hungría 1:12,0                                                  |
| 200 m braza     | Joachim Balke Alemania 2:45,8                                          | Erwin Sietas Alemania 2:45,9                                               | Anton Cerer Yugoslavia 2:47,6                                                 |
| 4 × 200 m libre | Alemania Werner Birr Wolfgang Heimlich Hans Freese Werner Plath 9:17,6 | Francia Roland Pallard Christian Talli René Cavalero Alfred Nakache 9:22,6 | Reino Unido Frederick Dove Kenneth Deane Bob Leivers Norman Wainwright 9:24,6 |

### Femenino
| Evento          | Oro                                                                        | Plata                                                                                | Bronce                                                                     |
| --------------- | -------------------------------------------------------------------------- | ------------------------------------------------------------------------------------ | -------------------------------------------------------------------------- |
| 100 m libre     | Ragnhild Hveger Dinamarca 1:06,2                                           | Birte Ove Petersen Dinamarca 1:06,8                                                  | Ria van Veen · Países Bajos · 1:08,4                                       |
| 400 m libre     | Ragnhild Hveger Dinamarca 5:09,0                                           | Ria van Veen · Países Bajos · 5:27,7                                                 | Fernande Caroen · Bélgica · 5:33,4                                         |
| 100 m espalda   | Cor Kint · Países Bajos · 1:15,0                                           | Iet van Feggelen · Países Bajos · 1:15,9                                             | Birte Ove Petersen Dinamarca 1:17,0                                        |
| 200 m braza     | Inge Sørensen Dinamarca 3:05,4                                             | Doris Storey Reino Unido 3:06,0                                                      | Jopie Waalberg · Países Bajos · 3:06,2                                     |
| 4 × 100 m libre | Dinamarca Eva Arndt Gunvor Kraft Birte Ove Petersen Ragnhild Hveger 4:31,6 | Países Bajos · Alie Stijl · Trude Malcorps · Ria van Veen · Willy den Ouden · 4:39,5 | Reino Unido Zilpha Grant Joyce Harrowby Margery Hinton Olive Wadham 4:51,4 |

### Medallero
| Núm. | País         | Oro | Plata | Bronce | Total |
| ---- | ------------ | --- | ----- | ------ | ----- |
| 1    | Dinamarca    | 4   | 1     | 1      | 6     |
| 2    | Alemania     | 3   | 3     | 1      | 7     |
| 3    | Países Bajos | 2   | 3     | 2      | 7     |
| 4    | Suecia       | 2   | 0     | 0      | 2     |
| 5    | Reino Unido  | 0   | 3     | 3      | 6     |
| 6    | Francia      | 0   | 1     | 0      | 1     |
| 7    | Hungría      | 0   | 0     | 2      | 2     |
| 8    | Bélgica      | 0   | 0     | 1      | 1     |
| 8    | Yugoslavia   | 0   | 0     | 1      | 1     |
|      | TOTAL        | 11  | 11    | 11     | 33    |

## Resultados de saltos

### Masculino
| Evento          | Oro                              | Plata                             | Bronce                                   |
| --------------- | -------------------------------- | --------------------------------- | ---------------------------------------- |
| Trampolín 3 m   | Erhard Weiß Alemania 148.02 pts. | Fritz Haster Alemania 137,50 pts. | Frederick Hodges Reino Unido 132,52 pts. |
| Plataforma 10 m | Erhard Weiß Alemania 124,67      | Hans Kitzig Alemania 121,53       | László Hidvégi Hungría 107,22            |

### Femenino
| Evento          | Oro                                 | Plata                                 | Bronce                             |
| --------------- | ----------------------------------- | ------------------------------------- | ---------------------------------- |
| Trampolín 3 m   | Betty Slade Reino Unido 103,60 pts. | Gerda Daumerlang Alemania 102,28 pts. | Edna Child Reino Unido 100,40 pts. |
| Plataforma 10 m | Inge Beeken Dinamarca 37,09         | Ann-Margret Nirling · Suecia · 36,92  | Suse Heinze Alemania 36,39         |

### Medallero
| Núm. | País        | Oro | Plata | Bronce | Total |
| ---- | ----------- | --- | ----- | ------ | ----- |
| 1    | Alemania    | 2   | 3     | 1      | 6     |
| 2    | Reino Unido | 1   | 0     | 2      | 3     |
| 3    | Dinamarca   | 1   | 0     | 0      | 1     |
| 4    | Suecia      | 0   | 1     | 0      | 1     |
| 5    | Hungría     | 0   | 0     | 1      | 1     |
|      | TOTAL       | 4   | 4     | 4      | 12    |

## Resultados de waterpolo
| Evento    | Oro     | Plata    | Bronce       |
| --------- | ------- | -------- | ------------ |
| Masculino | Hungría | Alemania | Países Bajos |

## Medallero total
| Núm. | País         | Oro | Plata | Bronce | Total |
| ---- | ------------ | --- | ----- | ------ | ----- |
| 1    | Alemania     | 5   | 7     | 2      | 14    |
| 2    | Dinamarca    | 5   | 1     | 1      | 7     |
| 3    | Países Bajos | 2   | 3     | 3      | 8     |
| 4    | Suecia       | 2   | 1     | 0      | 3     |
| 5    | Reino Unido  | 1   | 3     | 5      | 9     |
| 6    | Hungría      | 1   | 0     | 3      | 4     |
| 7    | Francia      | 0   | 1     | 0      | 1     |
| 8    | Bélgica      | 0   | 0     | 1      | 1     |
| 8    | Yugoslavia   | 0   | 0     | 1      | 1     |
|      | TOTAL        | 16  | 16    | 16     | 48    |